# Niemcy na Letnich Igrzyskach Olimpijskich 2004
Łącznie nominował Międzynarodowy Komitet Olimpijski 453 niemieckich sportowców (254 mężczyzn i 199 kobiet) na Letnie Igrzyska Olimpijskie 2004 w Atenach. Niemcy nie uczestniczyły w koszykówce, baseballu, piłce nożnej (mężczyźni), piłce ręcznej (kobiety), softballu, pływaniu synchronicznym, taekwondo, tenisie, siatkówce (mężczyźni) oraz w piłce wodnej (kobiety).

## Zdobyte medale

### Złoto
- Gimnastyka – trampolina kobiety, Anna Dogonadze
- Hokej na trawie – kobiety, Tina Bachmann, Caroline Casaretto, Nadine Ernsting-Krienke, Franziska Gude, Mandy Haase, Natascha Keller, Denise Klecker, Anke Kühn, Badri Latif, Heike Lätzsch, Sonja Lehmann, Silke Müller, Fanny Rinne, Marion Rodewald, Louisa Walter, Julia Zwehl
- Jeździectwo – ujeżdżenie drużynowo, Heike Kemmer, Hubertus Schmidt, Martin Schaudt, Ulla Salzgeber
- Judo – Kobiety do 57 kg, Yvonne Bönisch
- Kajakarstwo – K-2 500 m, Ronald Rauhe, Tim Wieskötter
- Kajakarstwo – C-1 500 m, Andreas Dittmer
- Kajakarstwo – C-2 1000 m, Christian Gille, Tomasz Wylenzek
- Kajakarstwo – K-4 500 m, Birgit Fischer, Maike Nollen, Katrin Wagner, Carolin Leonhardt
- Kolarstwo – olimpijski sprint, Jens Fiedler, Stefan Nimke, René Wolff
- Strzelectwo – pistolet szybkostrzelny 25 m, Ralf Schumann
- Strzelectwo – strzelanie do ruchomej tarczy 10 m, Manfred Kurzer
- Wioślarstwo – jedynka kobiet, Katrin Rutschow-Stomporowski
- Wioślarstwo – czwórka podwójna kobiet, Kathrin Boron, Meike Evers, Manuela Lutze, Kerstin El Qalqili

### Srebro
- Jeździectwo – ujeżdżenie  indywidualnie, Ulla Salzgeber
- Kajakarstwo – C-2 500 m mężczyzn, Marcus Becker, Stefan Henze
- Kajakarstwo – C-1 1000 m, Andreas Dittmer
- Kajakarstwo – K-4 1000 m mężczyzn, Andreas Ihle, Mark Zabel, Björn Bach, Stefan Ulm
- Kajakarstwo – K-2 500 m kobiet, Birgit Fischer, Carolin Leonhardt
- Kolarstwo – kolarstwo szosowe: wyścig ze startu wspólnego, Judith Arndt
- Lekkoatletyka – pchnięcie kulą, Nadine Kleinert
- Lekkoatletyka – rzut oszczepem, Steffi Nerius
- Piłka ręczna – mężczyźni, Markus Baur, Frank von Behren, Mark Dragunski, Henning Fritz, Pascal Hens, Jan Olaf Immel, Torsten Jansen, Florian Kehrmann, Stefan Kretzschmar, Klaus-Dieter Petersen, Christian Ramota, Christian Schwarzer, Daniel Stephan, Christian Zeitz, Volker Zerbe
- Pływanie – Sztafeta 4 × 100 m stylem zmiennym, Steffen Driesen, Jens Kruppa, Thomas Rupprath, Lars Conrad
- Skoki do wody – trampolina 3-metrowa skoki synchroniczne, Tobias Schellenberg, Andreas Wels
- Strzelectwo – karabin małokalibrowy leżąc 50 m, Christian Lusch
- Szermierka – szpada  drużynowo, Claudia Bokel, Imke Duplitzer, Britta Heidemann
- Tenis ziemny –gra podwójna mężczyzn, Nicolas Kiefer, Rainer Schüttler
- Wioślarstwo – dwójka podwójna kobiet, Peggy Waleska, Britta Oppelt
- Wioślarstwo – dwójka podwójna wagi lekkiej, Daniela Reimer, Claudia Blasberg

### Brąz
- Boks – 51 kg, Rustam Rahimov
- Boks – 57 kg, Vitali Tajbert
- Gimnastyka – trampolina mężczyźni, Henrik Stehlik
- Hokej na trawie – mężczyźni, Clemens Arnold, Christoph Bechmann, Sebastian Biederlack, Philipp Crone, Eike Duckwitz, Christoph Eimer, Björn Emmerling, Florian Kunz, Björn Michel, Sascha Reinelt, Justus Scharowsky, Christian Schulte, Tibor Weißenborn, Timo Weß, Matthias Witthaus, Christopher Zeller
- Jeździectwo – skoki przez przeszkody drużynowo, Christian Ahlmann, Marco Kutscher, Otto Becker
- Jeździectwo – skoki przez przeszkody indywidualnie, Marco Kutscher
- Judo – 100 kg mężczyźni, Michael Jurack
- Judo – 48 kg kobiety, Julia Matijass
- Judo – 70 kg kobiety, Annett Böhm
- Kajakarstwo – C-1 slalom mężczyzn, Stefan Pfannmöller
- Kolarstwo – 1000 m na czas, Stefan Nimke
- Kolarstwo – sprint, René Wolff
- Kolarstwo – jazda na punkty, Guido Fulst
- Kolarstwo – kolarstwo górskie cross-country, Sabine Spitz
- Piłka nożna – kobiety, Silke Rottenberg, Kerstin Stegeman, Kerstin Garefrekes, Steffi Jones, Sarah Guenther, Viola Odebrecht, Pia Wunderlich, Petra Wimbersky, Birgit Prinz, Renate Lingor, Martina Müller, Navina Omilade, Sandra Minnert, Isabell Bachor. Sonja Fuss, Conny Pohlers, Ariane Hingst, Nadine Angerer
- Pływanie – 200 m stylem grzbietowym kobiet, Antje Buschschulte
- Pływanie – 200 m stylem klasycznym kobiet, Anne Poleska
- Pływanie – sztafeta 4 × 200 m stylem dowolnym kobiet, Franziska van Almsick, Petra Dallmann, Antje Buschschulte, Hannah Stockbauer
- Pływanie – sztafeta 4 × 100 m stylem zmiennym kobiet, Antje Buschschulte, Sarah Poewe, Franziska van Almsick, Daniela Götz
- Szermierka – szpada  drużynowo, Daniel Strigel, Sven Schmid, Jörg Fiedler